# Leucopodella boadicea
Leucopodella boadicea är en tvåvingeart som först beskrevs av Hull 1943.  Leucopodella boadicea ingår i släktet Leucopodella och familjen blomflugor.
Artens utbredningsområde är Ecuador. Inga underarter finns listade i Catalogue of Life.